# Michal Vacek
Michal Vacek (* 10. března 1987 Praha) je český bobista a atlet.
Startoval na Zimních olympijských hrách 2014, kde byl členem posádky čtyřbobu, jenž se umístil na 16. místě. S dvojbobem skončil tehdy na 24. příčce. Na mistrovstvích světa obsadil ve čtyřbobech nejlépe 12. místo na MS 2013, v závodech Světového poháru byl ve čtyřbobech nejlépe pátý v Altenbergu v roce 2013.
Jako atlet startoval ve sprinterských bězích na mistrovstvích České republiky.

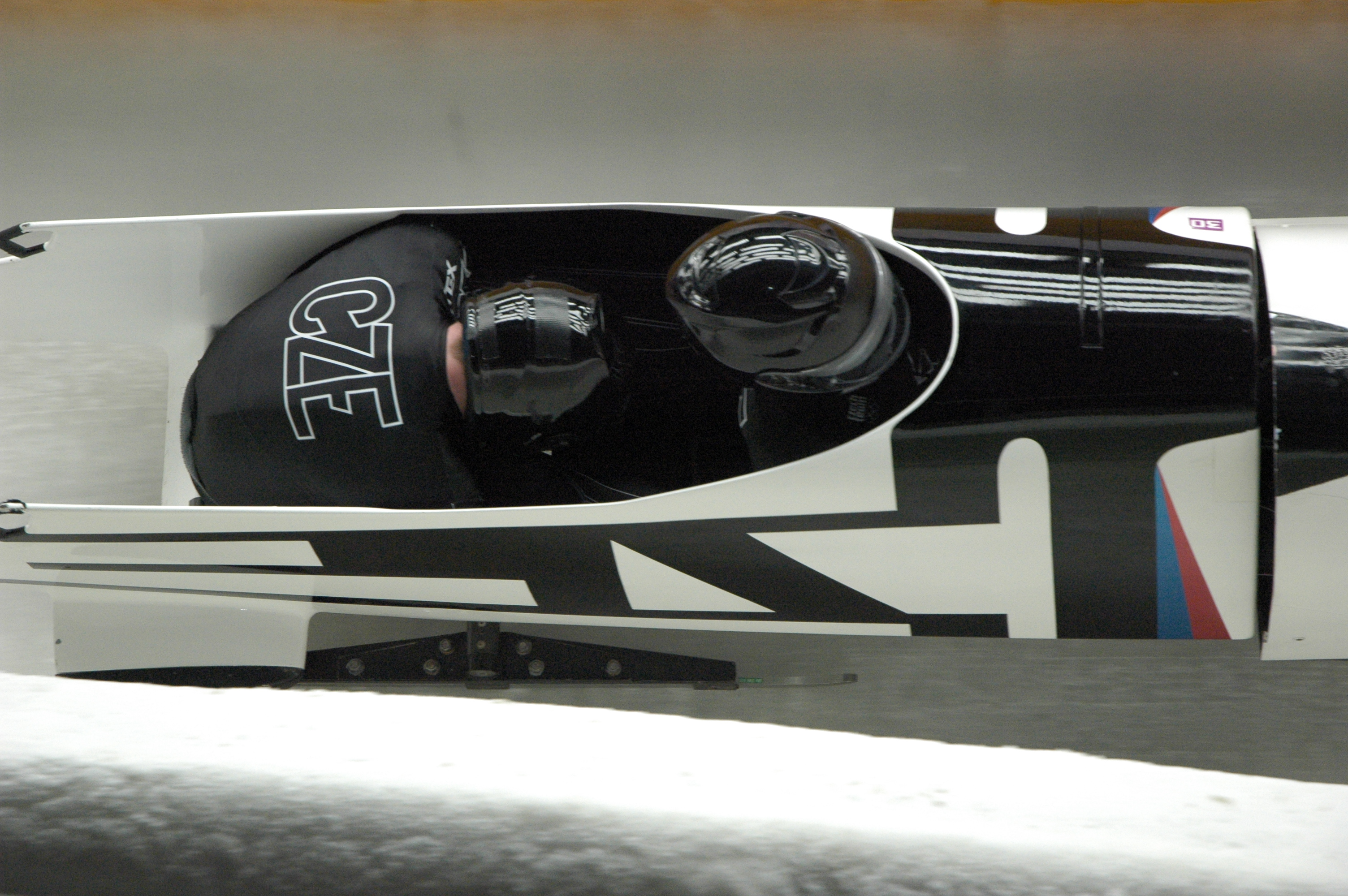
Třetí jízda dvojbobu pilotovaného Janem Vrbou a brzdaře Michala Vacka na ZOH 2014, kde čeští reprezentanti obsadili 24. místo